# Vaaba
Vaaba (est. Vaaba järv) – jezioro w Estonii, w prowincji Põlvamaa, w gminie Kanepi. Położone jest na zachód od wsi Kooraste. Ma powierzchnię 3,2 ha, linię brzegową o długości 843 m, długość 290 m i szerokość 135 m. Otoczone jest lasem. Należy do pojezierza Kooraste (est. Kooraste järved). Sąsiaduje z jeziorami Hatsikõ, Aalupi, Kooraste Pikkjärv, Kooraste Suurjärv. Przepływa przez nie rzeka Pühäjõgi.